# Paul Jamot

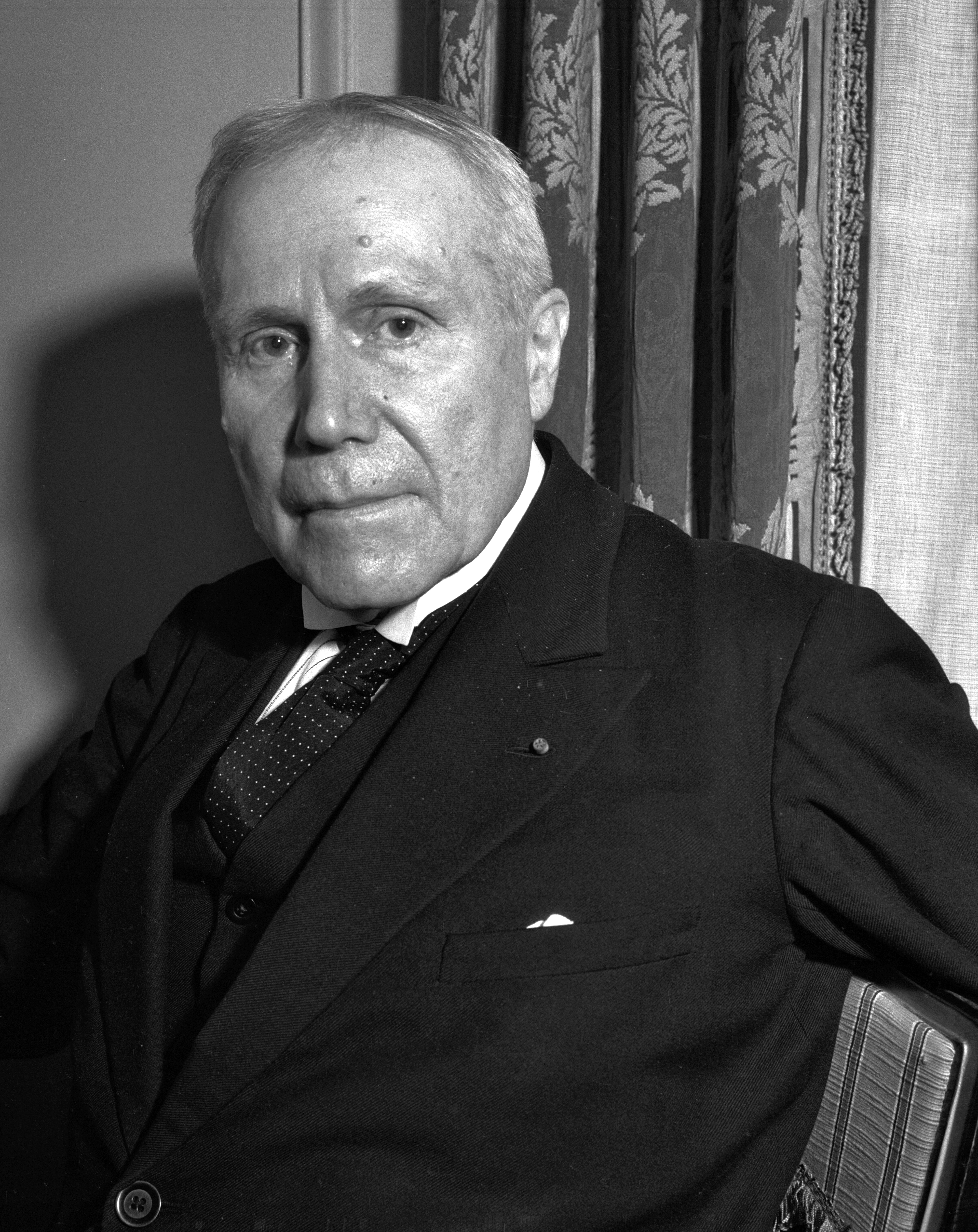
Paul Jamot (1934)

Paul Jamot (geboren am 22. Dezember 1863 in Paris; gestorben am 13. Dezember 1939 in Villerville) war ein französischer Kunsthistoriker, Museumskurator, Museumsdirektor, Kunstkritiker, Maler, Autor, Kunstsammler und Mäzen.

## Leben

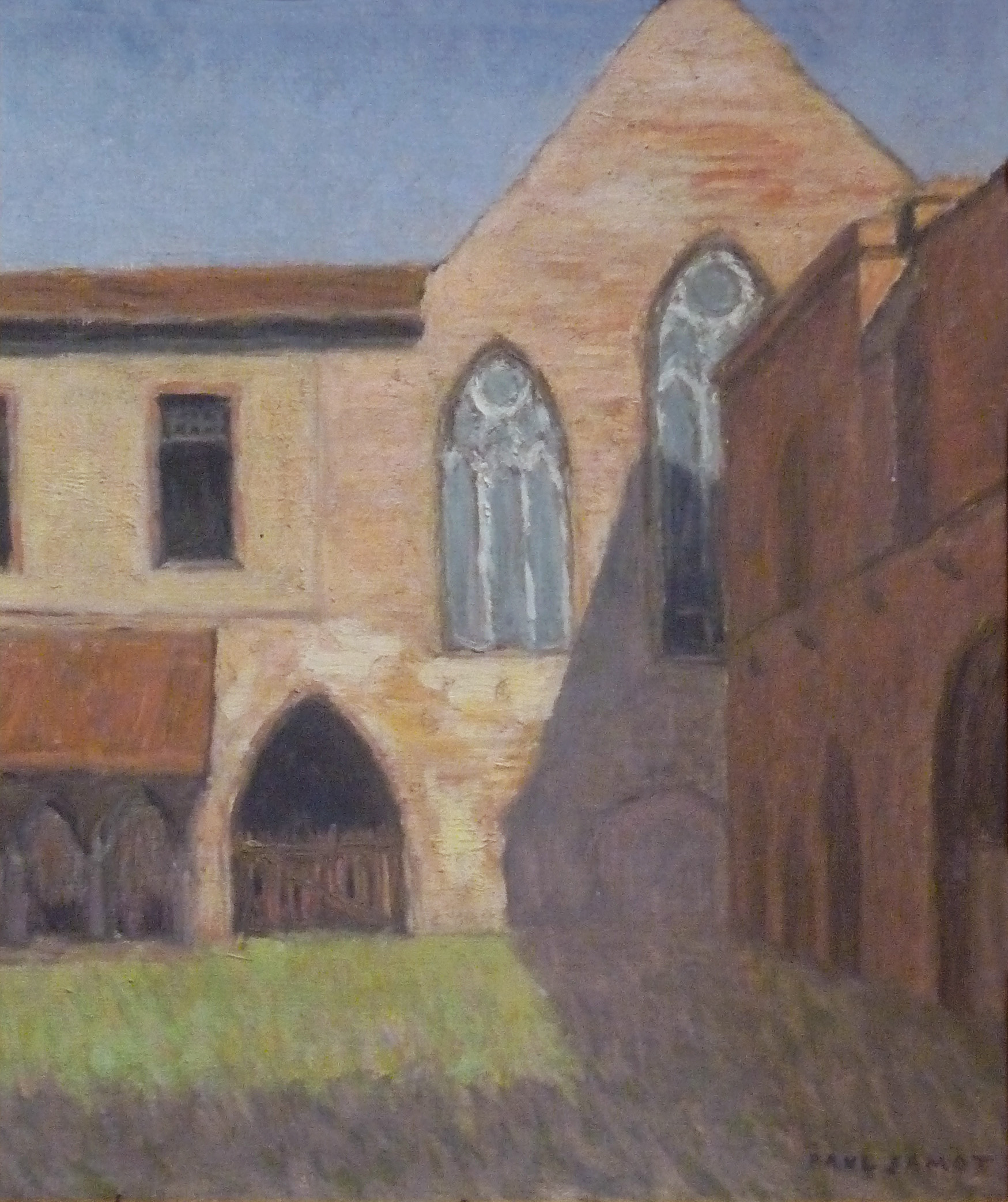
Paul Jamot: Cloître des Jacobins à Toulouse

Paul Jamot kam 1863 in Paris zur Welt. Er besuchte zunächst das Pariser Lycée Louis-le-Grand und ab 1884 die École normale supérieure. 1887 wechselte er an die École française d’Athènes (Frankreichs Archäologisches Institut in Athen). Von dort aus nahm er an Exkursionen in die Argolis auf dem Peloponnes und in das Tal des Sperchios in Mittelgriechenland teil. Zwischen 1888 und 1891 leitete er verschiedene Ausgrabungen im Tal der Musen in Thespiai. Dabei untersuchte er unter anderem die Stadtmauer und dokumentierte zahlreiche Inschriften. Über seine Zeit in Griechenland veröffentlichte er 1914 den Reisebericht En Grèce avec Charalambos Eugénidis.
Nach seiner Rückkehr aus Griechenland wurde er wissenschaftlicher Mitarbeiter des Louvre, wo er mehrere Jahre in der Abteilung für orientalische Altertümer und antike Keramiken arbeitete. Ab 1906 widmete er sich vornehmlich der europäischen Kunst. Zunächst beschäftigte er sich mit dem Bildhauer Jean-Baptiste Carpeaux und den Malern Eugène Carrière, Albert Besnard und Nicolas Poussin. Später befasste er sich mit Jean Fouquet, Jan van Eyck, Rogier van der Weyden, Peter Paul Rubens, den Brüdern Le Nain, der englischen Porträtmalerei und den spanischen Malern Diego Velázquez und Francisco de Goya. Darüber hinaus war Jamot selbst in unterschiedlicher Weise künstlerisch tätig. Er verfasste eine Reihe von literarischen Werken, wovon einige auch veröffentlicht wurden. Zudem schuf er ein eigenständiges malerisches Werk. Seine Gemälde zeigen meist architektonische Studien oder Landschaften. Bilder von Jamot befinden sich in verschiedenen französischen Museen, darunter das Musée du vieux-château in Laval, das Musée d’Art moderne et contemporain de Strasbourg, das Musée des Beaux-Arts de Reims und das Pariser Musée d’Orsay.
Jamot war 1909 war an der Reorganisation des Musée des Beaux-Arts de Valenciennes beteiligt. Im Kriegsjahr 1914 gehörte er zu den Verantwortlichen, die die wertvollsten Gemälde des Louvre zum Schutz nach Toulouse verbrachten. 1919 wurde er Kurator an den Musées nationaux (Nationalmuseen). Zudem übernahm er 1927 als Direktor die Leitung des Musée des Beaux-Arts de Reims und blieb in diesem Amt bis zu seinem Tod 1939. In den 1920er und 1930er Jahren beschäftigte sich Jamot verstärkt mit modernen französischen Künstlern. Er schrieb Bücher zu Edgar Degas, Pierre-Auguste Renoir, Paul Cézanne und Claude Monet und gab zusammen mit Georges Wildenstein ein Werkverzeichnis von Édouard Manet heraus. Zudem organisierte er bedeutende Ausstellungen im Musée de l’Orangerie, darunter Retrospektiven zu Monet 1931, Manet 1932 und Renoir 1933.
Paul Jamot starb 1939 in Villerville. Sein Grab befindet sich auf dem Pariser Cimetière Montparnasse. Dort liegt auch seine Frau Madeleine Dauphin-Dornès (1864–1913) begraben. Das Grabmonument wurde von dem Architekten Auguste Perret und dem mit Jamot befreundeten Künstler Maurice Denis gestaltet. Im Musée d’Orsay befindet sich darüber hinaus eine 1922 vom Bildhauer Paul Paulin geschaffene Porträtbüste von Paul Jamot.

## Jamots Kunstsammlung
Paul Jamot vermachte dem Musée des Beaux-Arts de Reims eine umfangreiche Kunstsammlung, die er über mehrere Jahrzehnte aufgebaut hatte. Zur Sammlung gehören einige Werke des Barock wie Der Triumpf des Heinrich IV. von Peter Paul Rubens, eine Kopfstudie von Anthonis van Dyck, David und Batseba von Lodewijk Toeput, Bacchanalien von Giulio Carpioni, Schlägerei in einem Wirtshaus und Kartenspieler in einem Wirtshaus von Giacomo Francesco Cipper, Landschaft mit einer Frau, die ihre Füße wäscht aus der Schule von Nicolas Poussin und eine Historische Landschaft von Sébastien Bourdon. Aus der ersten Hälfte des 19. Jahrhunderts stammen Gemälde wie die Kopfstudie eines jungen Mannes von Hippolyte Flandrin, Susanna und die Alten von Eugène Delacroix und das Bildnis eines unbekannten Mannes von Jean-François Millet. Hinzu kommen von Jean-Baptiste Camille Corot eine Diana im Bade, ein Heiliger Hieronimus und das Landschaftsbild Monte Cavo und von Théodore Chassériau die Werke Le spectre de banquo und La Captive. Von François Bonvin gibt es ein Stillleben Fruits sur Fond Rouge und eine Femme en blanc, von Adolphe Monticelli ein Bouquet de roses, von Eugène Isabey eine Procession sortant d’une Église und von Henri Fantin-Latour Le Poète et les Muses. Weiterhin sammelte Jamot Landschaftsbilder wie Rochers, sapins, ruisseau von Gustave Courbet, Étang d'Optevoz von Charles-François Daubigny, Chemin Sableux en forêt de Fontainebleau von Antoine-Louis Barye, L’Orage von Antoine Chintreuil, die Stadtansicht La Rue du Mont-Cenis à Paris von Stanislas Lépine, die Strandszene Sur la plage de Trouville von Eugène Boudin und eine impressionistische Landschaft von Pierre-Auguste Renoir. 
Weitere Werke der Sammlung Jamot sind Maternité von Eugène Carrière, das Stillleben Natur morte aux pommes von Paul Gauguin und ein Frauenkopf von Henry Cros. Der Symbolist Émile Bernard ist mit den Gemälden Hercule et omphale, Femmes Fellah au Bain und La Toilette de Vénus in der Sammlung vertreten. Von den Nabis gibt es die Werke Les Captifs, La plage rouge und Noli me tangere von Maurice Denis und La Femme au Chien von Pierre Bonnard. Hinzu kommen Arbeiten der Fauves wie Le jardin du roi aux Tuileries von Charles Camoin, Le Quai des Grands Augustins von Albert Marquet und mehrere Werke von Jean Puy. Hinzu kommt eine Liseuse en robe violette von Henri Matisse. Neben mehreren von Jamots eigenen Gemälden finden sich auch sein Porträt und das seiner Frau von Ernest Laurent im Museum. Weitere Werke der Sammlung Jamot stammen von Künstlern wie Charles Cottet, René Piot, Charles-Marie Dulac, François-Auguste Ravier, Georges Dufrénoy, Henri Charles Antoine Baron und Victor Binet.

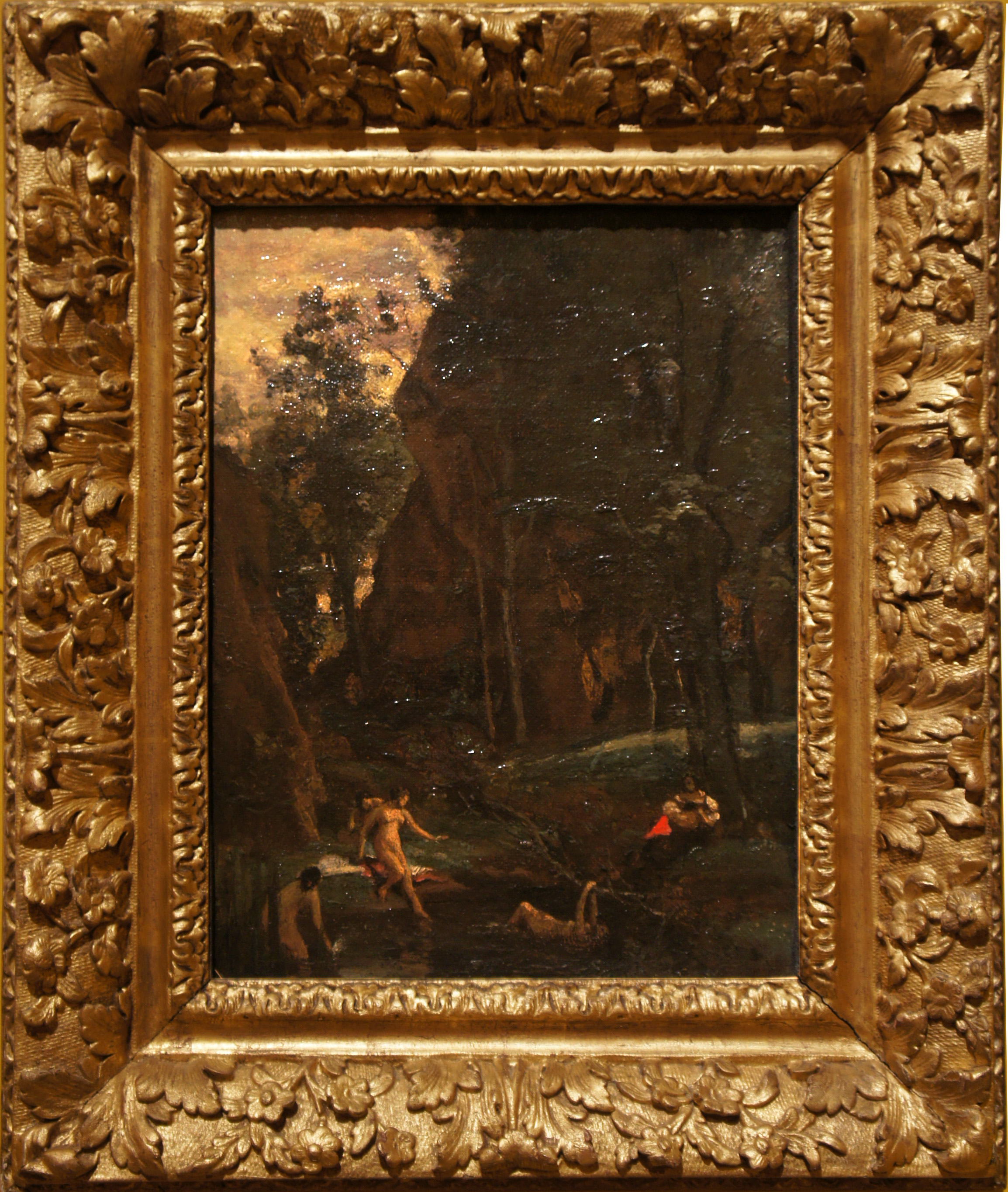
Jean-Baptiste Camille Corot: Diana im Bade
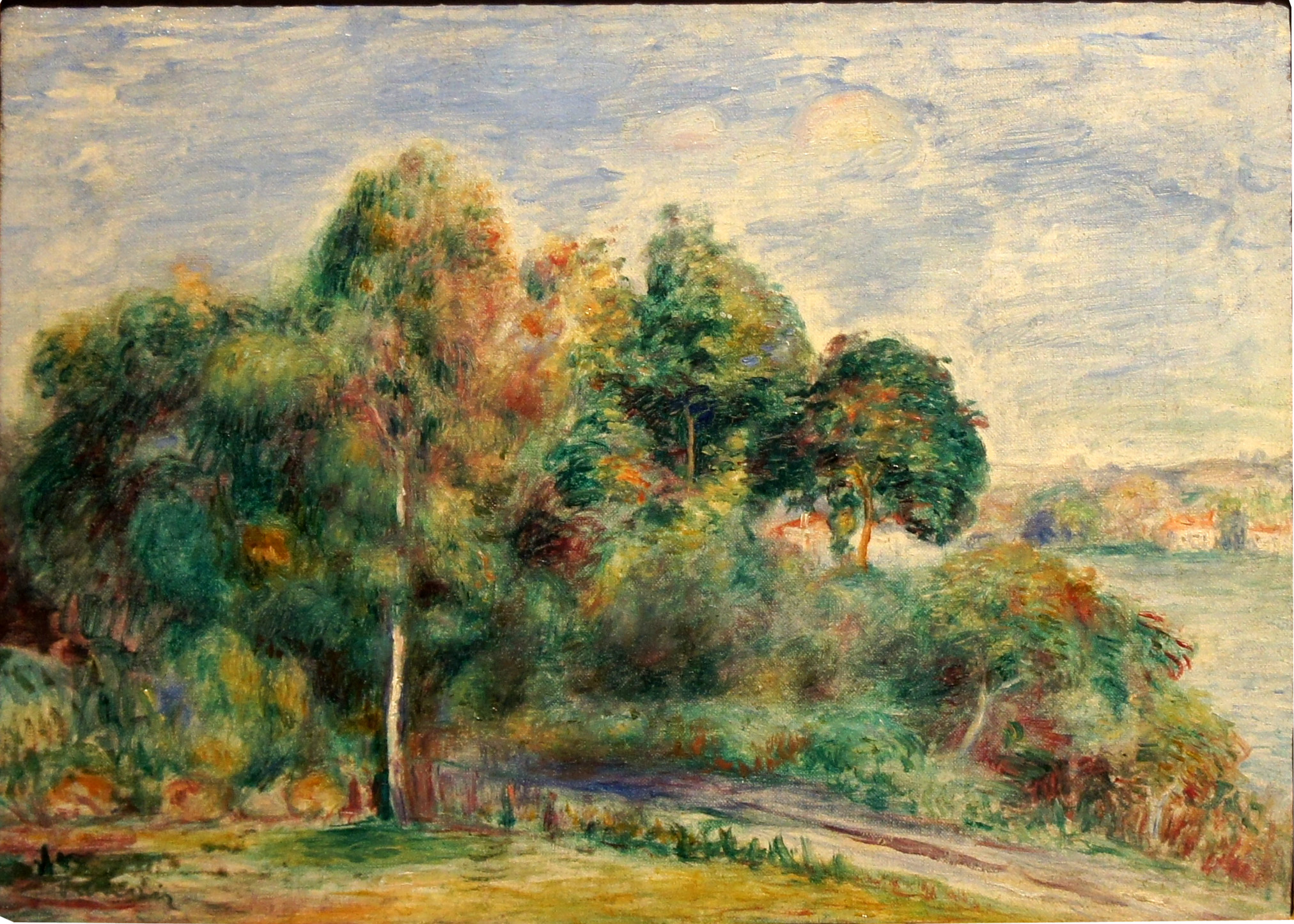
Pierre-Auguste Renoir: Landschaft
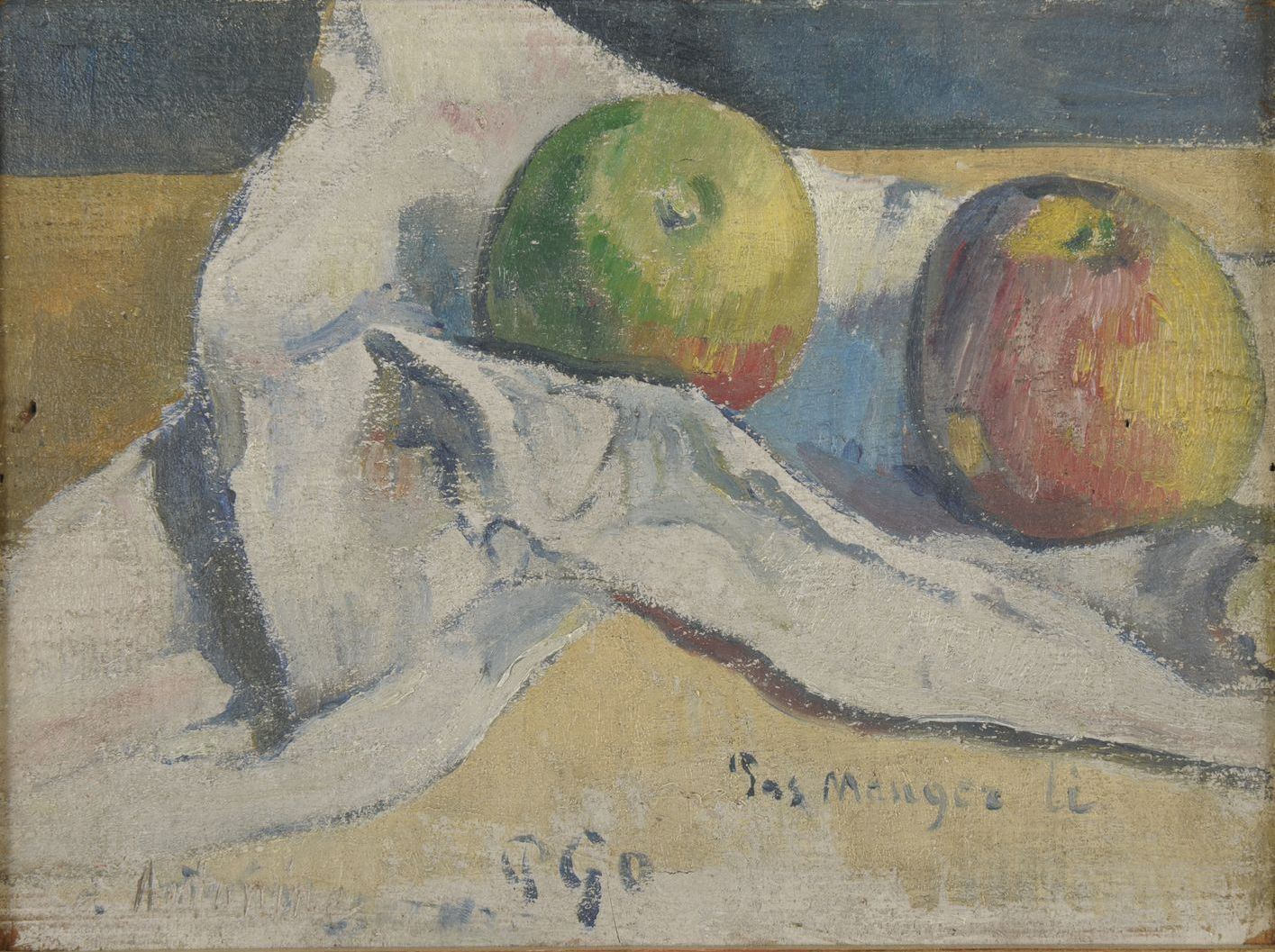
Paul Gauguin: Natur morte aux pommes
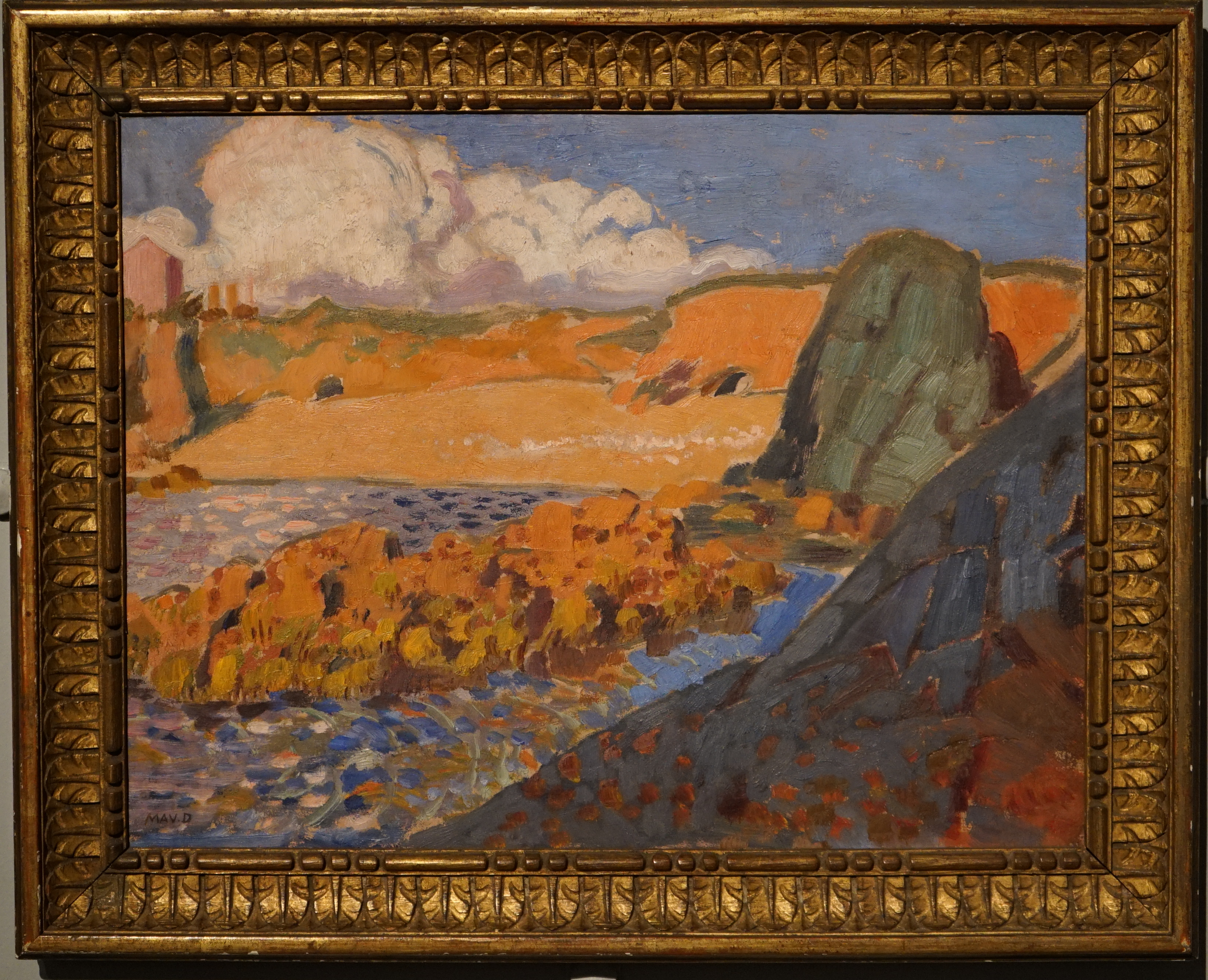
Maurice Denis: La plage rouge

## Veröffentlichungen (Auswahl)

### Belletristik
- Préludes. M. Rivière, Bibliothèque d'art et de littérature, Paris 1912
- Una. G. Crès et Cie, Paris 1918.
- Una. L. Rouart et J. Watelin, Paris 1924
- Sacrifice du soir. L. Rouart et fils, Paris 1929.

### Kunstgeschichtliche Werke
- Le Don Chassériau au musée du Louvre. Revue de l'art ancien et moderne, Paris 1920.
- Exposition Le Nain. Galerie Louis Sambon, Paris 1923.
- Degas. Editions de la Gazette des beaux-arts, Paris 1924.
- Les frères Perret et la Basilique sainte Jeanne d'Arc. L’Art vivant, Paris 1926.
- Le Trésor de l’Art chrétien. H. Floury, Paris 1927.
- Eugène Delacroix. H. Laurens, Paris 1928.
- Dunoyer de Segonzac. H. Floury, Argenteuil 1929.
- Les Le Nain. H. Laurens, Paris 1929.
- Claude Monet. Exposition rétrospective. Musée de l’Orangerie, Paris 1931.
- Manet. Catalogue critique zusammen mit Georges Wildenstein, les Beaux-Arts, Paris 1932.
- Exposition Manet. Musée de l’Orangerie, Paris 1932.
- Théodore Chassériau. Les Beaux arts, Paris 1933.
- Exposition Renoir. Musée de l’Orangerie, Paris 1933.
- La peinture en France. Plon, Paris 1934.
- Rubens. H. Floury, Paris 1936.
- Paul Cézanne. La Renaissance, Paris 1936.
- La Peinture en Angleterre. Plon, Paris 1938.
- La Peinture en Espagne. Plon, Paris 1938.
- Degas. Skira, Paris 1939.

## Auszeichnungen
- 1932: Mitglied der Académie des inscriptions et belles-lettresAcadémie des inscriptions et belles-lettres
- 1937: Kommandeur der Ehrenlegion